# La Borriquita (Hermandad)
Die Hermandad de La Borriquita ist eine Bruderschaft (Hermandad), die am Palmsonntag mit ihrer Prozession an der Semana Santa in Sevilla teilnimmt.

## Allgemeine Daten
Die gängige Bezeichnung ist La Borriquita (das „Eselinchen“), der vollständige Name Primitiva Archicofradía Pontificia y Real Hermandad de Nazarenos de la Sagrada Entrada en Jerusalén, Santísimo Cristo del Amor, Nuestra Señora del Socorro y Santiago Apóstol. Sie wurde Ende des 16. Jahrhunderts gegründet und ist im Stadtviertel Centro ansässig.

## Die Prozession
La Borriquita begeht ihre Prozession mit etwa 600 Nazarenos. Die Túnicas sind weiß mit einem Jakobskreuz auf der Brust. Von ihrer Heimatkirche, der Iglesia del Divino Salvador, aus zieht die Prozession in einem Bogen auf die gemeinsame Strecke aller Bruderschaften Richtung Kathedrale. Aufgrund von Restaurierungsmaßnahmen (2003–2007) der Iglesia del Divino Salvador startete die Prozession von der Iglesia de la Asuncion. Der Prozessionszug ist insgesamt etwas über fünf Stunden unterwegs.

## Pasos
La Borriquita ist eine der wenigen Hermandades, die nur einen Paso mitführt: Paso del Misterio: Sagrada Entrada en Jerusalém, von verschiedenen Bildhauern im 17. Jahrhundert geschaffen.

## Besonderheiten
Auch wenn La Paz als erste Hermandad ihre Kirche verlässt, ist La Borriquita wegen des kürzeren Weges als erste in der Kathedrale und eröffnet damit für das zahlende Publikum entlang der carrera oficial die Semana Santa.
Der Name La Borriquita leitet sich von der Eselin ab, auf der reitend Jesus beim Einzug in Jerusalem dargestellt ist.
La Borriquita ist eng mit El Amor verbunden. Nach einem Zusammenschluss zweier Bruderschaften im Jahr 1618 bilden sie eine einzige Bruderschaft. Bis 1970 wurde auch die Prozession gemeinsam durchgeführt, seitdem gibt es zwei Prozessionszüge. El Amor beginnt nur eine Stunde nach dem Einzug von La Borriquita aus der gleichen Kirche ihre Prozession.